# Нікіта Беллуччі
Нікіта Беллуччі (фр. Nikita Bellucci, нар. 6 листопада 1989) — французька порноакторка. Триразова номінантка премії «AVN Awards», серед яких має номінацію за найкращу «Зарубіжну акторку року».

## Біографія
Нікіта Беллуччі народилася в Парижі та має кавказьке коріння. 
Потрапила в порноіндустрію з участі в кастингу П'єра Вудмана, котрий шукав нових моделей для порноіндустрії. Офіційно розпочала в 2011 році. Попри те, що протягом кількох років після цього знімалася в порно, приховувала це від родини.
У 2016 році заявила, що пориває з порноіндустрією. У 2019 році повернулася до зйомок. У грудні 2019 року зайняла друге місце за кількістю перегляду серед порноакторок Франції на сайті Pornhub.
На даний час Нікіта Беллуччі знялася в кількох десятках порнофільмів.

## Нагороди та номінації
| Рік  | Назва        | Нагорода                              | Результат |
| ---- | ------------ | ------------------------------------- | --------- |
| 2014 | «AVN Awards» | Зарубіжна акторка року                | Номінація |
| 2014 | «AVN Awards» | Найкраща сцена подвійного проникнення | Номінація |
| 2016 | «AVN Awards» | Найкраща сцена з зарубіжними акторами | Номінація |